# ちょっと森林のはなし
ちょっと森林のはなし（ちょっともりのはなし）は、全国森林組合連合会の単独提供による日本のラジオ番組である。

## 概要
2007年7月開始。TBSラジオの制作で毎週土曜あるいは日曜に放送されている5分枠テープネット番組。司会の中村尚登と案内役の葛城奈海が日本国内における森林・林業の現状を取材・報告していく他、将来林業に携わりたい人の為に全国各地で行われている林業就職相談会「森の仕事ガイダンス」の告知を随時行っている。

2011年3月12日・13日分から東日本大震災（東北地方太平洋沖地震）の影響により番組を一時休止。そして同年4月2日・3日分の放送をもって終了した。

## ネット局
- 開始当初は「中村尚登ニュースプラザ」に内含されている局と独立番組として放送されている局の二通りあったが、2008年4月からは（「ニュースプラザ」より分離されて）全局独立番組という形で放送となり、番組単独サイトも立ち上がっている。
- 放送時間は2009年4月現在。

| 放送対象地域   | 放送局名          | 放送曜日 | 放送時間      | 備考                                                |
| -------------- | ----------------- | -------- | ------------- | --------------------------------------------------- |
| 関東広域圏     | TBSラジオ         | 日曜日   | 9:55 - 10:00  | 制作局                                              |
| 北海道         | HBCラジオ         | 土曜日   | 6:40 - 6:45   |                                                     |
| 秋田県         | 秋田放送（ABS）   | 土曜日   | 11:25 - 11:30 |                                                     |
| 岩手県         | IBC岩手放送       | 日曜日   | 8:40 - 8:45   | ※2010年10月3日限りでネット打ち切り                  |
| 山形県         | 山形放送（YBC）   | 土曜日   | 8:15 - 8:20   | 「安藤勲の土曜は最高MAX!」に内包                    |
| 宮城県         | 東北放送（TBC）   | 日曜日   | 10:35 - 10:40 |                                                     |
| 福島県         | ラジオ福島（RFC） | 土曜日   | 8:45 - 8:50   | 「ニューシニアマガジン 大和田新のラヂオ長屋」に内包 |
| 新潟県         | 新潟放送（BSN）   | 土曜日   | 7:45 - 7:50   |                                                     |
| 長野県         | 信越放送（SBC）   | 土曜日   | 7:25 - 7:30   |                                                     |
| 山梨県         | 山梨放送（YBS）   | 土曜日   | 8:40 - 8:45   |                                                     |
| 静岡県         | 静岡放送（SBS）   | 日曜日   | 10:40 - 10:45 | ※2010年10月3日で打ち切り                            |
| 中京広域圏     | CBCラジオ         | 日曜日   | 6:55 - 7:00   |                                                     |
| 和歌山県       | 和歌山放送（WBS） | 土曜日   | 6:40 - 6:45   |                                                     |
| 近畿広域圏     | ABCラジオ         | 日曜日   | 7:05 - 7:10   |                                                     |
| 鳥取県・島根県 | 山陰放送（BSS）   | 日曜日   | 8:40 - 8:45   |                                                     |
| 広島県         | 中国放送（RCC）   | 日曜日   | 6:15 - 6:20   |                                                     |
| 徳島県         | 四国放送（JRT）   | 土曜日   | 7:35 - 7:40   |                                                     |
| 香川県         | 西日本放送（RNC） | 土曜日   | 17:15 - 17:20 |                                                     |
| 愛媛県         | 南海放送（RNB)    | 日曜日   | 8:25 - 8:30   | 「やまちゃんの日曜日」に内包                        |
| 高知県         | 高知放送（RKC）   | 日曜日   | 7:00 - 7:05   |                                                     |
| 福岡県         | RKBラジオ         | 日曜日   | 6:10 - 6:15   |                                                     |
| 大分県         | 大分放送（OBS）   | 日曜日   | 7:25 - 7:30   |                                                     |
| 熊本県         | 熊本放送（RKK）   | 日曜日   | 7:55 - 8:00   |                                                     |
| 宮崎県         | 宮崎放送（MRT）   | 土曜日   | 6:15 - 6:20   |                                                     |
| 鹿児島県       | 南日本放送（MBC） | 土曜日   | 10:30 - 10:35 |                                                     |

※三才ブックス刊行『ラジオ番組表 2009年春号』による